# Gesomyrmex hoernesi
Dimorphomyrmex mayri, Dimorphomyrmex theryi, Gesomyrmex annectens, Gesomyrmex curiosus, Gesomyrmex incertus
Espèce
Gesomyrmex hoernesi est une espèce fossile de fourmis de la sous-famille des Formicinae. 

## Classification
L'espèce Gesomyrmex hoernesi est décrite en 1868 par l'entomologiste autrichien Gustav Mayr (1830-1908),. 

### Synonymes
Selon Paleobiology Database en 2023, le nombre de synonymes référencés est de cinq :
- †Dimorphomyrmex mayri Wheeler, 1915
- †Dimorphomyrmex theryi Emery, 1905
- †Gesomyrmex annectens Wheeler, 1915
- †Gesomyrmex curiosus Dlussky et al., 2009
- †Gesomyrmex incertus Dlussky et al., 2015

### Fossiles
Selon Paleobiology Database en 2023, cette espèce a vingt-et-une collections de fossiles référencées :
- Éocène, une collection du Danemark, trois collections d'Allemagne, trois de Pologne, treize de Russie et une d'Ukraine.

En 1937 le paléontologue français Nicolas Théobald (1903-1981), propose d'ajouter des fossiles de l'Oligocène d'Allemagne, de Kleinkembs dans la région du Bade-Wurtemberg, à cette espèce et la redécrit.

### Étymologie
L'épithète spécifique hoernesi rend hommage au paléontologue autrichien Rudolf Hoernes (1850-1912).

## Description

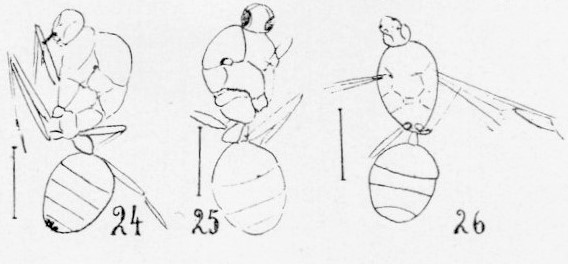
Gesomyrmex hörnesi selon N. Théobald en 1937.

### Caractères
La diagnose de Nicolas Théobald de 1937,. 

« ♂ R759, 451 Coll. Mieg. Mus. Bâle Kleinkembs.
♀ R479, 225, 227 (pl. XIV, fig 26 ; pl. XIV, fig27)
Insecte brun noirâtre. Tête transversale ; grands yeux saillants ; bord postérieur arrondi ; face courte ; mandibules petites ; antennes insérées à l'avant de la tête, de part et d'autre du clypeus, qui est petit et triangulaire ; antennes (visibles sur R759) à scape court, moins long que la tête, funicule court et filiforme. Thorax fort, régulièrement bombé sur le dos ; pronotum court, visible sur le dos ; mésonotum bien développé ; scuttelum trapézoïdal, arrondi à l'arrière. pétiole formé d'un segment, légèrement renflé. Abdomen ovale, cinq segments visibles sur R759, ainsi que les organes génitaux sous forme de pointes courtes, organes ♂. Sur R479, on ne voit que quatre segments, l'abdomen a une forme plus trapue et les organes génitaux manquent, ♀. Pattes longues et grêles. Ailes manquent.
♀ R31 + 330 (pl. XIV, fig 27 ; pl. XIV, fig27)
Corps brun-noirâtre. L. tot. = 6,75 mm. Abdomen ovale, à quatre segments bien visibles. Les antennes et les pattes sont assez bien conservées. Autres exemplaires R89, 33 (?) 343 (pl. XIV, fig 28), 148. ».

### Dimensions
La longueur totale de l'insecte est de 9-9,5 mm ou 6,75 mm.

### Affinités
« Très voisin de Gesomyrmex hörnesi de l'ambre de la Baltique, mais l'abdomen est moins allongé. Se distingue de G. miegi par son abdomen plus allongé et de Gesomyrmex expectans par sa taille notamment moindre. ».

## Biologie
Le genre Gesomyrmix se rencontre actuellement dans les régions indomalaises.
Les espèces vivantes sont arboricoles et construisent généralement des nids dans les brindilles des arbres.

## Galerie
- Échantillons de l'Oligocène de Kleinkembs selon N. Théobald en 1937.
- Mâle éch R759 (24) & femelle éch R479 (25)
- Femelle éch R225.
- Femelles éch R31 (27) et R343 (28).

- Quelques espèces vivantes du genre Gesomyrmex.
- Gesomyrmex chaperi spé. casent0102086 de profil.
- NHMMPE1997-29 Gesomyrmex germanicus.
- Gesomyrmex howardi spé. casent0102384 de profil.
- Gesomyrmex pulcher spé. SMFMEI10999.